# Heterohelix
Heterohelix, en ocasiones erróneamente denominado Heteroheliz, es un género de foraminífero planctónico de la subfamilia Heterohelicinae, de la familia Heterohelicidae, de la superfamilia Heterohelicoidea, del suborden Globigerinina y del orden Globigerinida. Su especie tipo es Textilaria americana. Su rango cronoestratigráfico abarca desde el Santoniense (Cretácico superior) hasta el Daniense inferior (Paleoceno inferior).

## Descripción
Se ha propuesto dos definiciones para Heterohelix en función de si se considera el género en sentido amplio o en sentido estricto, es decir, tal como fue originalmente descrito:
- Heterohelix s.l. incluía especies con conchas biseriadas, en ocasiones con un pequeño estadio inicial planiespiralado, y podían llegar a tener un estadio multiseriada incipiente en el estadio final; sus cámaras eran globulares a subglobulares; sus suturas intercamerales eran incididas; su contorno ecuatorial era subtriangular y lobulada; su periferia era redondeada; su abertura principal era interiomarginal, lateral, con forma de arco simétrico, y bordeada por un labio con amplias solapas laterales; podían presentar una abertura accesoria sutural mediana en la última cámara; presentaban pared calcítica hialina, finamente perforada, y superficie finamente estriada, con estrías longitudinales.
- Heterohelix s.s. incluía especies con conchas biseriadas, con un pequeño estadio inicial planiespiralado; sus cámaras eran inicialmente globulares, después subrectangulares a subtriangulares, y finalmente subtrapezoidales con pequeñas proyecciones tipo tubuloespina; sus suturas intercamerales eran incididas; su contorno ecuatorial era subtriangular y lobulada; su periferia era subredondeada, excepto por las proyecciones tubuloespinadas; su abertura principal era interiomarginal, lateral, con forma de arco alto, simétrico, y bordeada por un labio con pequeñas solapas laterales; presentaban pared calcítica hialina, finamente perforada, y superficie lisa o finamente estriada.

## Discusión
Existe una antigua controversia sobre el estatus de Heterohelix y Spiroplecta, ya que el autor de ambos géneros aparentemente utilizó en la definición la misma especie tipo, en el primer caso denominada Textilaria americana y en el segundo Spiroplecta americana. Por esta razón, dado que el primer nombre tiene prioridad, Spiroplecta fue posteriormente considerado un sinónimo posterior de Heterohelix. Ambos géneros fueron descritos con un estadio inicial planiespiralado, aunque claramente más desarrollado en Spiroplecta (prolóculo seguido por 5 a 6 cámaras) que en Heterohelix (prolóculo seguido por 2 a 3 cámaras). Algunos autores introdujeron el nombre genérico Guembelina, cuya especie tipo es Heterohelix globulosa, para agrupar ambas morfologías así como las enteramente biseriadas, y consideraron que la ausencia/presencia del estadio planiespiralado era una expresión de una alternancia de generaciones, siendo el estadio planiespiralado propio de las formas microesféricas. Finalmente, ha sido mayoritariamente aceptado que Spiroplecta y Guembelina son sinónimos subjetivos posteriores de Heterohelix. No obstante, algunos autores han considerado que Spiroplecta y Heterohelix son géneros distintos y ambos válidos, aunque con una descripción diagnóstica diferente para Heterohelix (descrito con unas últimas cámaras subtriangulares en lado frontal y una incipiente tubuloespina). Otros autores han considerado que, además de Spiroplecta, los géneros Striataella y Pseudoplanoglobulina son también sinónimos subjetivos posteriores de Heterohelix. Además, otros han concluido que los géneros Laeviheterohelix, Protoheterohelix, Planoheterohelix y Globoheterohelix deben ser considerados también sinónimos posteriores de Heterohelix. Estas sinonimias subjetivas ampliarían excesivamente el sentido taxonómico de Heterohelix. Clasificaciones posteriores han incluido Heterohelix en el orden Heterohelicida.

## Paleoecología
Heterohelix incluía especies con un modo de vida planctónico, de distribución latitudinal cosmopolita, preferentemente subtropical a templada, y habitantes pelágicos de aguas superficiales e intermedias (medio epipelágico a mesopelágico superior).

## Clasificación
Se han descrito numerosas especies de Heterohelix. Entre las especies más interesantes o más conocidas destacan:
- Heterohelix globulosa †
- Heterohelix moremani †
- Heterohelix navarroensis †
- Heterohelix planata †
- Heterohelix punctulata †
- Heterohelix reussi †
- Heterohelix semicostata †

Un listado completo de las especies descritas en el género Heterohelix puede verse en el siguiente anexo.